# Święta Pani z Fatimy
Święta Pani z Fatimy (hiszp. La señora de Fátima) – hiszpański film religijny z 1951 roku w reżyserii Rafaela Gila. Pierwszy film fabularny w historii kinematografii światowej, którego tematem stały się objawienia fatimskie.

## Obsada
- Ines Orsini: Łucja Abóbora
- María Dulce: Hiacynta
- Eugenio Somingo: Franciszek
- Fernando Rey: Lorenzo Duarte
- Tito Junco: Oliveira
- José María Lado: Antonio Abóbora
- Antonia Plana: Maria Rosa
- Julia Caba Alba: Olimpia
- Félix Fernández: Marto
- Rafael Bardem: ojciec Manuel